# John Ondrasik
John Ondrasik er en singer/songwriter fra USA.

## Diskografi
- America town (2001)
- The battle for everything (2004)
- Two lights (2006)